# Davide Moretto
Davide Moretto (* 11. April 1984) ist ein italienisch-spanischer ehemaliger Fußballspieler, welcher in der Schweiz aufwuchs.

## Karriere
Davide Moretto wurde in der Nachwuchsabteilung des FC Brugg und des Team Aargau U21 ausgebildet. 2001 wechselte er in den Profikader des FC Aarau, wo er bis 2006 als Verteidiger beim FC Aarau in der Axpo Super League spielte. 2003 erspielte sich das Team nur den letzten Platz in der Liga, verblieb aber nach Siegen in den Relegationsspielen erstklassig. Zur Spielzeit 2006/07 wechselte der Defensivspezialist wieder zu seinem Nachwuchsklub nach Brugg. In seiner letzten Saison für Aarau belegte er Platz sieben mit dem Team, die beste Platzierung für ihn. Nach zwei Jahren in Brugg unterzeichnete Moretto beim SC Schöftland. Zwischenzeitlich war er für kurze Zeit beim FC Baden. In Schöftland hielt es ihn aber nur eine Saison, ehe er zum FC Windisch transferierte. Seine bisher letzte Station war dann wieder bei seinem Stammverein, dem FC Brugg, wo er noch von 2012 bis 2015 spielte.

## Privates
Er ist verheiratet und hat zwei Söhne und eine Tochter.